# Zhang Yao
Zhang Yao (11 de enero de 2000) es un deportista de China que compite en atletismo. Ganó una medalla de oro en el Campeonato Mundial de Atletismo Sub-20 de 2018, en la prueba de 10 km marcha.